# Funaria sartorii
Funaria sartorii är en bladmossart som beskrevs av C. Müller 1874. Funaria sartorii ingår i släktet spåmossor, och familjen Funariaceae. Inga underarter finns listade i Catalogue of Life.